# Diochlistus gracilis
Diochlistus gracilis är en tvåvingeart som först beskrevs av Macquart 1847.  Diochlistus gracilis ingår i släktet Diochlistus och familjen Mydidae. Inga underarter finns listade i Catalogue of Life.